# Märta Öberg
Märta Öberg, född 5 september 1895 i Göteborg (Haga), död 4 oktober 1987 i Göteborg (Annedal), var en svensk kommun- och riksdagspolitiker (socialdemokrat).

## Biografi
Märta Öberg var dotter till verkstadsarbetaren Ludvig Öberg och Alma Mattsson. Hon gick kurser i maskinskrivning och bokföring samt medverkade i sommarkurser på Brunnsvik och Vår gård. Efter anställning som affärsbiträde och konfektionsarbetare vid AB J. A. Wettergren & Co. i Göteborg var hon kassörska vid Göteborgs stads tandpoliklinik vid Drottningtorget 1932–1956. 
Hon var ledamot av riksdagens andra kammare 1938–1956, invald i Göteborgs stads valkrets, och ledamot i riksdagens allmänna beredningsutskott 1938–1942. Hon var ledamot av nykterhetskommittén 1944–1954 och av civilförsvarsutredningen 1945–1948, Kungl. Maj:ts representant i centralstyrelsen för Sveriges lottakår från 1946 samt styrelseledamot i riksdagens nykterhetsgrupp 1950–1956.
Öberg var ledamot av Göteborgs stadsfullmäktige 1935–1937, ledamot av styrelsen för Göteborgs stads skolhem och yrkesskola för flickor 1943–1949, elektor vid val till riksdagens första kammare 1935–1937, nämndeman vid Göteborgs rådhusrätt från 1948 och revisor för Göteborgs stads skolhem och yrkesskola för flickor 1934. 
Hon var ledamot av kyrkofullmäktige från 1959 och av dess valkommitté från 1961, ledamot av styrelsen för Sveriges socialdemokratiska kvinnoförbund 1932–1956 och ordförande i Göteborgs socialdemokratiska kvinnoförbund. Öberg var ledamot av styrelsen för Göteborgs arbetarekommun 1934–1944 samt ordförande i Svenska beklädnadsarbetareförbundets avdelning 8 i Göteborg. Hon är begravd på Västra kyrkogården i Göteborg.